# Frontera entre Afganistán e Irán
La frontera entre Afganistán e Irán es la frontera que separa los países de la República Islámica de Afganistán y la República Islámica de Irán. Tiene 936 km de longitud.

## Características
Los territorios fronterizos son: de Afganistán las provincias: Herat, Farah y Nimruz, y de Irán las provincias: Jorasán Razaví, Jorasán del Sur y Sistán y Baluchistán.
La frontera transcurre por el cauce del río Hari Rud y atraviesa el lago Hamún.
El transcurso de la frontera era un elemento del Gran Juego entre el Reino Unido y el Imperio ruso a finales del siglo XIX y comienzos del siglo XX.